# Международная зона
Международная зона — это любая территория, на которую не полностью распространяется политика пограничного контроля государства, в котором она расположена. Существует несколько типов международных зон: от особых экономических зон и нейтральных зон в портах въезда, освобождённых от таможенных правил, до концессий, управление которыми передается одному или нескольким иностранным государствам. Международные зоны также могут придерживаться другой визовой политики, чем остальные части окружающего государства.

## Особые экономические зоны
Особая экономическая зона (ОЭЗ) — это территория, в которой законы о ведении бизнеса и торговли отличаются от законов остальной части юрисдикции, в пределах которой она расположена. ОЭЗ обычно создаются для увеличения прямых иностранных инвестиций или содействия производству, ориентированному на экспорт. В зависимости от своей цели ОЭЗ, как правило, придерживается менее строгой политики пограничного контроля в отношении таможни. Зона экспортной обработки, как правило, позволяет освобождать товары, произведённые для экспорта, от акцизного налога, а капитальные товары и сырьё освобождаются от таможенных пошлин при импорте, в то время как таможенный логистический парк обычно освобождает указанную зону от всех или большинства таможенных правил. Наиболее экстремальной категорией ОЭЗ является свободный порт (например, Свободный порт Люксембурга, Свободный порт Сингапура, Свободный порт Женевы), в котором товары, хранящиеся или переваленные, рассматриваются как никогда не попадавшие в принимающую юрисдикцию.
Уникально то, что Шпицберген является полностью безвизовой зоной в соответствии с условиями Договора о Шпицбергене, который признаёт суверенитет Норвегии над арктическим архипелагом Шпицберген, но подчиняет его определенным положениям, и, следовательно, применяются не все норвежские законы, включая пограничный контроль. Договор регулирует демилитаризацию архипелага. Подписавшие соглашение стороны получили равные права на занятие коммерческой деятельностью (в основном добычей угля) на островах. С 2012 года этим правом пользуются Норвегия и Россия. Точно так же действует упрощенная визовая политика для особых экономических зон Ирана на островах Киш и Кешм, а также для иракского Курдистана.

## Концессии
Концессия — это территория в пределах государства, юрисдикция над которой предоставлена другому государству. В эпоху империализма концессии часто предоставлялись колониальным или имперским державам. Примечательно, что штаб-квартиры ООН в Нью-Йорке, Женеве, Вене и Найроби находятся в ведении ООН как международные концессии, но при этом подпадают под действие большинства местных и национальных законов. Поскольку ООН требует, чтобы делегатам из всех государств-членов разрешалось посещать заседания в ее штаб-квартире, принимающие страны поддерживают специальные визовые соглашения, такие как транзитная виза C-2, которая позволяет иностранным должностным лицам въезжать в Соединённые Штаты, если они остаются в непосредственной близости от штаб-квартиры ООН.
Международная зона Танжера представляла собой концессию площадью 373 км², управляемую несколькими странами в марокканском городе Танжер и его окрестностях в период с 1923 по 1956 год. Как и в Шанхайском международном сетлменте, правительство и администрация зоны находились в руках ряда иностранных держав. В Зоне было назначено собственное Международное законодательное собрание, которое находилось под надзором Контрольного комитета, состоящего из консулов Бельгии, Франции, Великобритании, Италии, Нидерландов, Португалии и Испании. Исполнительная власть принадлежала администратору, а судебная власть принадлежала смешанному суду из пяти судей, назначенных соответственно правительствами Бельгии, Великобритании, Испании, Франции и Италии. В результате создания Смешанного суда различные европейские державы отозвали консульские суды, которые ранее осуществляли там юрисдикцию. Зона имела репутацию терпимости, разнообразия культур, религий и богемы. Он стал туристическим центром для литературных гигантов и геев из западных стран. Многие из последних смогли вести откровенно «открытую» жизнь в Зоне. В июле 1952 года державы-покровительницы встретились в Рабате, чтобы обсудить будущее Зоны, согласившись упразднить её. Танжер присоединился к остальной части Марокко после восстановления полного суверенитета в 1956 году.
Гробница Сулеймана Шаха, деда основателя Османской империи Османа I, находится на севере Сирии с момента распада империи. По Анкарскому договору 1921 года территория вокруг гробницы была признана турецкой концессией. Гробница была перенесена в 1973 году, так как это место должно было быть затоплено из-за образования озера Эль-Асад, а в 2015 году она была перемещена Турцией в одностороннем порядке в ответ на гражданскую войну в Сирии. Сирийское правительство осудило этот шаг как несовместимый с договором 1921 года; Турция планирует переместить гробницу обратно на второе место.

### Азия
Островной порт Дэдзима был португальской, а затем голландской концессией недалеко от японского города Нагасаки. Основанный для размещения португальских торговцев во время торговли Нанбан, позже он был передан голландской администрации между 1641 и 1854 годами. Согласно политике Сакоку, действовавшей в период Эдо, это была единственная точка взаимодействия Японии с внешним миром. Пограничный контроль ограничивал проход иностранных торговцев из Дэдзимы в Нагасаки и японцев из Нагасаки в Дэдзиму. Точно так же остров Макао был передан Китаем во времена династии Мин португальцам, которые управляли им между 1557 и 1999 годами. После опиумных войн преемник династии Мин, династия Цин уступила остров Гонконг и его окрестности британцам в соответствии с Нанкинским договором, в результате чего этот район управлялся ими до 1997 года.
В последние годы Цин значительные части территории Китая, в основном вдоль побережья, были переданы в качестве концессий оккупационным державам, включая многие европейские державы, а также Японию и Соединённые Штаты. Каждая концессия имела свою собственную полицию и различные правовые юрисдикции со своими собственными отдельными законами. Таким образом, деятельность могла быть законной в одной концессии, но незаконной в другой. Многие концессии также содержали собственные военные гарнизоны и постоянную армию. Иногда присутствовали военные и полицейские силы китайского правительства. Некоторые полицейские силы допускали китайцев, другие — нет. В этих концессиях гражданам каждой иностранной державы предоставлялось право свободно проживать, торговать, распространять религиозную пропаганду и путешествовать. Они разработали свои собственные субкультуры, изолированные и отличные от внутренней китайской культуры, а колониальные администрации пытались придать своим концессиям качества «родины». В концессиях возникли церкви, трактиры и различные другие западные коммерческие учреждения. В случае с Японией естественно процветали её собственные традиции и язык. Некоторые из этих концессий в конечном итоге имели более продвинутую архитектуру каждой исходной культуры, чем большинство городов в странах происхождения иностранных держав. Первоначально китайцам было запрещено участвовать в большинстве концессий, но для улучшения коммерческой деятельности и услуг к 1860-м годам большинство концессий разрешали участвовать и китайцам, но относились к ним как к гражданам второго сорта, поскольку они не были гражданами иностранного государства, управляющего концессией. В конце концов они стали большинством жителей концессий. Не китайцы на концессиях обычно подпадали под действие консульских законов, и некоторые из этих законов применялись к жителям Китая. Известные концессии включают Шанхайский международный сетлмент, находящееся в ведении Соединенного Королевства и Соединенных Штатов, французскую концессию в Шанхае, Квантунскую область и Посольский квартал в Пекине.
Иностранные концессии в Китае продолжали существовать в материковый период Китайской Республики. В крупных городах, таких как Шанхай и Тяньцзинь, из-за существования многочисленных юрисдикций преступники могли совершить преступление в одной юрисдикции, а затем легко сбежать в другую. Это стало серьезной проблемой в республиканский период, с наступлением эпохи постимперских военачальников и падением центральной власти в 1920-х и 1930-х годах. Преступность часто процветала, особенно организованная преступность различных групп военачальников.
Большинство концессий в Азии представляли собой договорные порты, портовые города в Китае и Японии, которые были открыты для иностранной торговли в основном благодаря неравноправным договорам навязанным им западными державами, а также города в Корее, открытые аналогичным образом Японской империей до её аннексии Корейского полуострова. Система договорных портов в Китае просуществовала примерно сто лет, начиная с Опиумной войны 1841 года. Система фактически прекратила свое существование, когда Япония взяла под свой контроль большинство портов в конце 1930-х годов, русские отказались от своих договорных прав после русской революции 1917 года, а немцы были изгнаны в 1914 году. Три основные договорные державы: британцы, американцы и французы, продолжали удерживать свои концессии и экстерриториальные юрисдикции до начала Второй мировой войны. Это закончилось, когда японцы ворвались в их концессии в конце 1941 года. Они официально отказались от своих договорных прав в новом соглашении о «равноправных договорах» с националистическим правительством Чан Кайши в изгнании в Чунцине в 1943 году. Международные сообщества, которые были остатками эпохи договорных портов, закончились в конце 1940-х годов, когда к власти пришли коммунисты и почти все иностранцы уехали.
В рамках концессий в Китае иностранные оккупационные державы применяли различные правовые системы. Двумя основными судами, рассматривающими экстерриториальные дела, были Шанхайский смешанный суд и Верховный суд Великобритании для Китая. Аналогичные суды были созданы для стран — участниц договора, например, Суд Соединенных Штатов для Китая. Они обладали юрисдикцией над концессионными районами, которые формально оставались под суверенитетом династии Цин. Первоначально китайцы, совершившие преступления, скажем, в британской зоне, передавались китайским властям.

### Суэцкий и Панамский каналы
Суэцкий и Панамский каналы первоначально были созданы как концессии, управляемые иностранными державами, которые финансировали их строительство. Между 1859 и 1956 годами британская и французская компания Суэцкого канала управляла Суэцким каналом, в то время как правительство Соединенных Штатов управляло территорией вокруг Панамского канала с 1903 по 1999 год. Концессионное управление Суэцким каналом было прекращено, когда президент Египта Гамаль Абдель Насер национализировал компанию во время Суэцкого кризиса, в то время как американское управление Панамским каналом прекратилось в результате договоров Торрихоса-Картера, в которых Соединённые Штаты добровольно отказались от своей концессии над зоной Панамского канала.

### Зарубежные военные базы
Зарубежные военные базы, такие как управляемая американцами авиабаза Туле в Гренландии и залив Гуантанамо на Кубе или находящиеся под управлением Великобритании Акротири и Декелия на острове Кипр, представляют собой отдельную категорию концессий, уступленных принимающим государством исключительно в военных целях. Юрисдикционные полномочия, переданные управляющим вооруженным силам, варьируются от базы к базе в зависимости от соглашения, заключенного между принимающим и управляющим государством. Например, авиабаза Хмеймим в Сирии сдана в аренду российскому правительству сроком на 49 лет, и российское правительство осуществляет экстерриториальную юрисдикцию над авиабазой и её персоналом, в то время как британское правительство управляет Акротири и Декелия (обозначенными как «суверенные базовые районы» в соответствии с договором об установлении независимости Кипра) в качестве заморской территории.

## Нейтральные зоны в портах въезда
Нейтральная зона в порту въезда — это зона, где прибывающие международные пассажиры официально не въехали в страну, пройдя таможенный и иммиграционный контроль по прибытии, а вылетающие пассажиры официально покинули страну, пройдя иммиграционный контроль на выезде. Нейтральные зоны чаще всего встречаются в международных аэропортах, а также в некоторых морских портах и наземных переходах на границе. Несмотря на их обычное освобождение от местного иммиграционного и таможенного законодательства, международные зоны в портах въезда полностью находятся под юрисдикцией страны, в которой они расположены, и применяются местные законы. Лица, уличенные в совершении противоправного деяния (например, перевозка контрабанды, такой как запрещенные наркотики) в международной зоне, подлежат судебному преследованию.
В международных аэропортах транзитные пассажиры обычно могут совершать стыковочные международные рейсы в международной зоне без прохождения таможенного и иммиграционного контроля, и в большинстве случаев им не требуется виза. Некоторые страны, однако, требуют, чтобы транзитные пассажиры определенных национальностей имели прямую транзитную визу в контролируемой зоне, даже если им не нужно будет проходить пограничный контроль. Чтобы освободить пассажиров, совершающих транзит между международными рейсами, от прохождения пограничного контроля, в большинстве международных аэропортов за пределами Северной Америки есть нейтральная зона, в которую допускаются только уполномоченные сотрудники и оформленные пассажиры с действительным билетом.
Двумя основными исключениями являются США и Канада, где аэропорты обычно не имеют международных транзитных зон. Все пассажиры, прибывающие международными рейсами, проходят таможенный и иммиграционный контроль. Гражданам других стран, кроме США и Канады, в аэропорту США требуется как минимум транзитная виза C-1 или ESTA для соответствующих путешественников. Между тем, для транзита в аэропорту Канады для граждан других стран, кроме Канады или США, обычно требуется виза или электронное разрешение на поездку (eTA), за исключением лиц, следующих в/из США, которые имеют право на участие в Китайской транзитной программе или Программе транзита без визы.
Обычная черта нейтральных зон в аэропортах, а иногда и на сухопутных и морских границах, магазины беспошлинной торговли продают товары, не облагаемые налогом, клиентам, прошедшим контроль на выезде перед посадкой, а в некоторых местах и пассажирам, прибывающим из-за границы. Большинство стран устанавливают ограничения на количество каждого вида беспошлинных товаров, которые может приобрести каждый пассажир. Аэропортом с наибольшим количеством беспошлинных продаж является сеульский аэропорт Инчхон с объемом продаж 1,85 миллиардов долларов США в 2016 году. Международный аэропорт Дубая занимает второе место, зарегистрировав транзакции на сумму 1,82 миллиарда долларов в 2016 году.
Евроаэропорт Базель-Мюлуз-Фрайбург, аэропорт, расположенный во Франции, в 20 км к юго-востоку от Мюлуза и в 3,5 км к северо-западу от Базеля (Швейцария), содержит двустороннюю нейтральную зону, включая таможенную дорогу, позволяющую пассажирам, направляющимся в Швейцарию и из Швейцарии, попасть в аэропорт без прохождения французского таможенного контроля. Аэропорт находится в совместном управлении двух стран с момента заключения договора 1946 года. Аэропорт Женевы в Швейцарии имеет аналогичные возможности для французских путешественников.

## Демилитаризованные зоны
Демилитаризованная зона — это территория, в которой договоры или соглашения между нациями, военными державами или противоборствующими группами запрещают военные объекты, деятельность или персонал. Они часто лежат де-юре или де-факто вдоль границ между двумя или более военными державами или союзами. Демилитаризованные зоны не следует путать с пограничными зонами, которые представляют собой районы, расположенные вдоль границы, установленной государством в одностороннем порядке для целей пограничного контроля.
Многие демилитаризованные зоны считаются нейтральной территорией, потому что ни одна из сторон не может их контролировать, даже для не боевого управления. Некоторые зоны остаются демилитаризованными после того, как соглашение передало контроль государству, которое (согласно условиям демилитаризованной зоны) первоначально уступило свое право содержать вооруженные силы на спорной территории. Державы также могут договориться о демилитаризации зоны без формального урегулирования своих соответствующих территориальных претензий, что позволяет решить спор мирными средствами, такими как дипломатический диалог или международный суд.
Несколько демилитаризованных зон также непреднамеренно стали заповедниками дикой природы, потому что их земли небезопасны для строительства или менее подвержены антропогенным воздействиям (включая охоту). Примерами могут служить корейская демилитаризованная зона, кипрская демилитаризованная зона (Зелёная линия) и бывшую вьетнамская демилитаризованная зона, которая разделяла Вьетнам на две страны (Северный Вьетнам и Южный Вьетнам) с 21 июля 1954 года по 2 июля 1976 года.

### Азия
В результате раздела Корейского полуострова Соединенными Штатами и Советским Союзом после Второй мировой войны и усугубленного последующей Корейской войной, существует демилитаризованная зона охватывающая фактическую границу между Северной и Южной Кореей. Демилитаризованная зона следует фактическим границам на момент окончания Корейской войны в 1953 году. Аналогично Закрытой пограничной зоне в Гонконге, эта зона и защитные устройства, существующие по обе стороны границы, служат для ограничения несанкционированного прохода между двумя сторонами. В Южной Корее есть дополнительная огороженная территория между линией гражданского контроля (CCL) и началом демилитаризованной зоны. CCL — это линия, обозначающая дополнительную буферную зону к демилитаризованной зоне на расстоянии от 5 до 20 километров от южной ограничительной линии демилитаризованной зоны. Его целью является ограничение и контроль входа гражданских лиц в этот район для защиты и поддержания безопасности военных объектов и операций вблизи демилитаризованной зоны. Командующий 8-й армией США приказал создать CCL, и она была активирована и впервые вступила в силу в феврале 1954 года. Буферная зона, расположенная к югу от южной ограничительной линии, называется зоной гражданского контроля. Заборы из колючей проволоки и посты военной охраны отмечают CCL. Южнокорейские солдаты обычно сопровождают туристические автобусы и автомобили, путешествующие к северу от CCL, в качестве вооруженной охраны для наблюдения за гражданскими лицами, а также для защиты их от северокорейских злоумышленников. Большинство туристических и медийных фотографий «забора демилитаризованной зоны» на самом деле являются фотографиями забора CCL. Фактическое ограждение демилитаризованной зоны на Южной пограничной линии полностью закрыто для всех, кроме солдат, и фотографировать ограждение этой зоны — незаконно.
Точно так же всё устье реки Ханган на Корейском полуострове считается «нейтральной зоной» и официально закрыт для всех гражданских судов. В эту нейтральную зону допускаются только военные суда. В последние годы китайские рыболовные суда воспользовались напряженной ситуацией в нейтральной зоне устья реки Ханган и незаконно вели промысел в этом районе из-за того, что военно-морские силы Северной Кореи и Южной Кореи никогда не патрулировали этот район из-за опасений начала морских сражений. Это привело к перестрелкам и затоплению лодок между китайскими рыбаками и береговой охраной Южной Кореи. 30 января 2019 года северокорейские и южнокорейские военные чиновники подписали знаменательное соглашение, согласно которому устье реки Ханган впервые после заключения Соглашения о перемирии в 1953 году откроется для гражданских судов. Соглашение должно было состояться в апреле 2019 года, но провал Ханойского саммита 2019 года отложил эти планы на неопределенный срок.
В 1962 году Международный суд постановил создать «временную демилитаризованную зону» вокруг храма Прэахвихеа, на владение которым претендуют как Камбоджа, так и Таиланд.
Во время японской оккупации Маньчжурии, когда они управляли марионеточным государством Маньчжоу-Го, между Китаем и Японией было заключено перемирие Тангу в мае 1933 года, установившее демилитаризованную зону между Маньчжоу-Го и Китаем. В 1937 году Япония нарушила это перемирие, вторгшись в оставшуюся часть Китая. В 1945 году, после падения Японской империи в конце Азиатско-Тихоокеанского театра Второй мировой войны, Маньчжурия была вновь включена в состав Китая. Точно так же во время войны во Вьетнаме между Северным и Южным Вьетнамом существовала демилитаризованная зона. Зона была создана в июле 1954 года в результате Женевской конференции, положившей конец войне между Вьетминем и Францией. Демилитаризованная зона во Вьетнаме официально располагалась на 17-й параллели, но на самом деле простиралась примерно на 1,5 км по обе стороны реки Bến Hải и с запада на восток от границы с Лаосом до Южно-Китайского моря. Вьетнамская демилитаризованная зона была упразднена после воссоединения страны в 1976 году.

### Европа и Ближний Восток
Демилитаризованные зоны распространены в Европе и на Ближнем Востоке, особенно в районах с территориальными спорами после военных конфликтов.
Современные:
- Зелёная линия, разделяющая Южный Кипр и Северный Кипр, представляет собой демилитаризованную пограничную зону, находящуюся в ведении Вооружённых сил ООН по поддержанию мира на Кипре[комм. 3], которые действуют и патрулируют в пределах буферной зоны. Буферная зона была создана в 1974 году из-за этнической напряженности между греками и турками-киприотами. Зеленая линия по своему характеру аналогична 38-й параллели, разделяющей Республику Корея и Северную Корею.
- Аландские острова — Аландская конвенция 1921 года, которая была заключена по решению Лиги Наций в ответ на Аландский кризис, предписывал правительству Финляндии сохранять территорию в качестве демилитаризованной зоны.
- Пограничный забор Сеуты и пограничный забор Мелильи — де-факто демилитаризованная зона существует между испанскими территориями Сеута и Мелилья и Марокко. Ограждения по периметру вокруг обоих городов были построены испанскими и марокканскими властями, создавая демилитаризованную зону между испанскими и марокканскими заборами.
- Зона безопасности Приднестровья — Созданная в соответствии с соглашением о прекращении огня, положившим конец войне в Приднестровье, миротворческая миссия Объединённой контрольной комиссии осуществляет мониторинг демилитаризованной зоны, грубо очерчивающей Днестр между Молдавией и Приднестровьем.
- Иракско-кувейтский барьер — СБ ООН одобрил создание демилитаризованной зоны между Ираком и Кувейтом в Резолюции 689 после войны в Персидском заливе. Хотя демилитаризованная зона больше не находится в ведении Совета, она продолжает существовать.
- Синайский полуостров — Египетско-израильский мирный договор устанавливает ограничение на количество сил, которые Египет может разместить на Синайском полуострове. Части полуострова в разной степени демилитаризованы, особенно в пределах 20-40 километров от Израиля. Израиль также согласился ограничить свои силы в пределах 3 километров от границы с Египтом[38]. Эти районы контролируются Многонациональными силами и наблюдателями[39]. Из-за мятежа на Синае все стороны согласились и призвали Египет направить в этот район большое количество вооружённых сил, включая танки и вертолёты, для борьбы с исламистскими группировками[40][41][42][43].
- Судан — 10-километровая демилитаризованная зона вдоль границы между Суданом — Южным Суданом[44][45].
- Зона Сил ООН по наблюдению за разъединением — СБ ООН одобрил создание демилитаризованной зоны на части оккупированной Израилем территории Голанских высот в Сирии в Резолюции 350 после войны Судного дня. Зона находится под наблюдением Сил ООН по наблюдению за разъединением.
- Временные силы ООН в Ливане — созданы ООН с принятием резолюций 425 и 426 Совета Безопасности для подтверждения вывода израильских войск из Ливана, в который Израиль вторгся в 1978 году, для восстановления международного мира и безопасности и оказания помощи правительству Ливана в восстановлении его эффективной власти в этом районе[46].

Исторические:
- После окончания осады 1727 года между британской заморской территорией Гибралтар и Испанией была создана нейтральная территория. Полоса земли длиной 600 футов (около 1,2 км), на расстоянии более двух пушечных выстрелов между британскими и испанскими орудиями, называлась «нейтральной территорией» и показывалась как таковая на старых картах. В 1908 году британцы построили забор на участке, который считался британской половиной нейтральной территории. Испания не признаёт британский суверенитет над перешейком (включая границу), утверждая, что это испанская земля. Хотя и Соединённое Королевство, и Испания входили в состав Европейского союза (до выхода Соединённого Королевства), граница де-факто была международной границей с таможенными и иммиграционными проверками; Испания официально не признает её «границей», называя её «забором».
- Рейнская область — Версальский договор определил Рейнскую область как демилитаризованную зону после Первой мировой войны, запрещая Веймарской республике размещать там свои вооружённые силы. Он был повторно оккупирован и милитаризован в 1936 году нацистской Германией в нарушение международных договоров.
- Саудовско-иракская нейтральная зона — Протокол Uqair установил демилитаризованную зону между Султанатом Неджд и Королевством Ирак, которая в то время была мандатной территорией, находящимся в ведении Британской империи. Позже Неджд был включен в состав Королевства Саудовская Аравия. Зона была разделена в 1981 году, но договор не был подан в ООН. Зона была окончательно официально упразднена во время войны в Персидском заливе, когда Ирак и Саудовская Аравия расторгли все международные соглашения друг с другом.
- Саудовско-кувейтская нейтральная зона — Протокол Uqair установил нейтральную зону между султанатом Неджд и британским протекторатом Кувейт в 1922 году. Она была разделена по взаимному согласию в 1970 году.
- Израиль и Египет:
  - После арабо-израильской войны 1948 года демилитаризованная зона (зона El Auja) была создана в соответствии с соглашениями о перемирии 1949 года между Израилем и Египтом.
- Израиль и Иордания:
  - Израильский анклав и иорданская территория на горе Скопус были обозначены как демилитаризованная зона.
  - Район вокруг Латрунского выступа.
- Израиль и Сирия: После арабо-израильской войны 1948 года в соответствии с соглашениями о перемирии 1949 года между Израилем и Сирией были созданы три демилитаризованные зоны[47].
- Норвегия и Швеция установили демилитаризованную зону протяженностью 1 км с каждой стороны своей границы после распада союза между Норвегией и Швецией в 1905 году. Зона была упразднена по взаимному согласию в 1993 году.
- Буферная зона Северной Сирии — демилитаризованная зона протяженностью 115 км на севере Сирии, охватывающая участки сирийско-турецкой границы. Он был создан между Турцией и США, союзниками по НАТО, во время гражданской войны в Сирии для предотвращения столкновений между курдскими и турецкими силами[48]. Демилитаризованная зона рухнула в октябре 2019 года после того, как Турция расторгла соглашение, а Соединённые Штаты приказали вывести американские войска из северной Сирии, что позволило продолжить турецкое наступление 2019 года на северо-восток Сирии[49].
- Наземная зона безопасности — 5-километровая демилитаризованная зона между Сербией и Косово была создана в соответствии с Кумановским соглашением после войны в Косово, которая существовала между 1999 и 2001 годами. После конфликта в Прешевской долине сербским силам было разрешено войти в наземную зону безопасности[50].
- Зона соглашения о демилитаризации Идлиба (2018—2019) — 15-километровая демилитаризованная зона, созданная по соглашению между правительствами России и Турции, отделяющая последний крупный оплот сирийских повстанцев от территории, контролируемой сирийским правительством, в разгар гражданской войны в Сирии[51]. Зона так и не была полностью реализована.

### Южная Америка
Остров Мартин-Гарсия — Договор о границе Рио-де-ла-Плата 1973 года между Аргентиной и Уругваем установил, что остров останется под суверенитетом Аргентины, но может использоваться только как естественный заповедник флоры и фауны.
Демилитаризованная зона Эль-Кагуан была создана на юге Колумбии в период с 1999 по 2002 год во время неудавшегося мирного процесса, в котором участвовали правительство президента Андреса Пастраны и Революционные вооружённые силы Колумбии (FARC).

## Антарктида
В соответствии с Договором об Антарктике, Антарктида управляется как международная зона. Договор запрещает военную деятельность в Антарктиде, такую как «создание военных баз и укреплений, проведение военных манёвров, а также испытания любого вида оружия», хотя и предусматривает «использование военнослужащих или оборудование для научных исследований или для любых других мирных целей». Договор устанавливает континент как заповедник для научных исследований, приостанавливает все территориальные претензии на континент и разрешает всем государствам создавать исследовательские станции на континенте.
В настоящее время в Антарктиде нет постоянного населения, и поэтому у неё нет ни гражданства, ни правительства. Персонал, находящийся в Антарктике в любое время, почти всегда является гражданами или подданными какого-либо государства за пределами Антарктики, поскольку суверенитета Антарктики не существует. Следовательно, лица, совершающие преступления в Антарктике, как правило, подпадают под юрисдикцию страны их гражданства, страны гражданства жертвы (если применимо) или страны, управляющей базой или экспедицией, во время которой произошло преступление.
Правительства, являющиеся участниками Договора об Антарктике и Протокола об охране окружающей среды к нему, реализуют статьи этих соглашений и решения, принятые в соответствии с ними, через национальное законодательство. Эти законы, как правило, применяются только к собственным гражданам, где бы они ни находились в Антарктике, и служат для обеспечения выполнения согласованных решений консультативных сторон: о том, какие виды деятельности приемлемы, в какие районы требуются разрешения для входа, какие процессы оценки воздействия на окружающую среду должны предшествовать деятельности и так далее. Договор об Антарктике часто считается примером принципа общего наследия человечества.

## Космическое пространство
Космическое пространство обычно считается международной зоной, поскольку оно выходит за пределы национальной юрисдикции какого-либо государства. Статья II Договора о космосе прямо запрещает государствам объявлять небесные тела, такие как Луна или планета, своей собственной территорией, будь то путем объявления, оккупации или «любыми другими способами». Однако государство, которое запускает космический объект, например спутник или космическую станцию, сохраняет за собой юрисдикцию и контроль над этим объектом; в дальнейшем государство также несет ответственность за ущерб, причиненный его космическим объектом. Кроме того, договор ограничивает использование Луны и других небесных тел в мирных целях и запрещает их использование для испытаний оружия любого рода, проведения военных маневров или создания военных баз, сооружений и укреплений (Статья IV). Однако договор не запрещает размещение обычных вооружений на орбите, и поэтому некоторые очень разрушительные тактики нападения, такие как кинетическая бомбардировка, всё ещё потенциально допустимы. Кроме того, договор прямо разрешает использование военной техники и ресурсов для поддержки мирного использования космоса, отражая позицию Договора об Антарктике в отношении военного развертывания на этом континенте.
Хотя большинством спутников и космических станций управляет государство, которое их развернуло, Международная космическая станция регулируется международными рамками, установленными Соглашением о сотрудничестве в области гражданской международной космической станции. В соответствии с соглашением каждое государство несёт ответственность за любое обязательство, связанную с компонентами, которые оно вносит в станцию, а также за управление своими программами и использованием станции. Кроме того, каждое государство-участник осуществляет уголовную юрисдикцию в отношении своего персонала на станции, за исключением случаев, когда жертвой преступления является гражданин другого государства-участника, а государство гражданства преступника не преследует его по закону.

## Другие примеры
- Вольный город Данциг был международным протекторатом Лиги Наций, в который входил порт Данциг на Балтийском море (ныне Гданьск, Польша) и около 200 близлежащих городов и деревень с преимущественно немецким населением. Он был создан 15 ноября 1920 года[64][65] в соответствии с Версальским договором1919 года, положившим конец Первой мировой войне, который исключил территорию из состава Веймарской Германии и новой Второй Польской Республики[66]. Вольный город имел таможенный союз с Польшей.
- Во время оккупации Вены союзниками между 1945 и 1955 годами небольшая интернациональная зона в историческом центре города попеременно управлялась американскими, британскими, французскими и советскими войсками.
- Во время холодной войны станция Фридрихштрассе обслуживалась поездами городской электрички и метрополитена Западного Берлина, несмотря на то, что полностью находилась в Восточном Берлине[комм. 5] Станция также служила пограничным переходом между Западным Берлином и Восточной Германией.
- В соответствии с планом раздела Палестины ООН 1947 года город Иерусалим должен был стать международным corpus separatum. Это план так и не был реализован; город стал ареной ожесточённых боёв во время войны 1948 года, кульминацией которой стал его раздел между Западным Иерусалимом (Израиль) и Восточным Иерусалимом (Иордания). Во время войны 1967 года был захвачен и в одностороннем порядке аннексирован Израилем, в ходе, который не был признан международным сообществом. Идея международной зоны в Иерусалиме, охватывающей, по крайней мере, очень важный Старый город, продолжает фигурировать во многих предложениях по урегулированию израильско-палестинского конфликта.
- Свободная территория Триест была международной зоной вокруг порта Триест на Адриатическом море, находящейся под прямой ответственностью СБ ООН. Этот район был создан 10 февраля 1947 года в соответствии с протоколом мирного договора с Италией для размещения этнически и культурно смешанного населения в нейтральной среде, свободной от правления Италии или Югославии, которые предъявляли конкурирующие претензии на территории. Свободная территория была де-факто передана двум ее соседям в 1954 году, и это было оформлено гораздо позже двусторонним договором Озимо 1975 года, ратифицированным в 1977 году[67].

## Галерея
- Флаги государств-членов ООН развеваются у комплекса штаб-квартиры ООН в Нью-Йорке.
- Нанкинская улица в Шанхае, в рамках Шанхайского международного поселения — концессии, находившейся в ведении нескольких иностранных держав во времена поздней династии Цин.
- Четыре сектора оккупации в Вене между 1945 и 1955 годами.
- План ООН по разделу Палестины, показывающий город Иерусалим как международную зону
- Карта Свободной территории Триест с указанием двух её административных зон, одна из которых позже была поглощена каждым из двух её соседей (Словения и Хорватия в то время были частью Югославии).
- Магазин беспошлинной торговли в нейтральной зоне пхеньянского международного аэропорта Сунан

## Комментарии
1. ↑  В договоре, ратифицированном Францией, правившей в то время Сирией, говорится, что гробница «со всеми принадлежностями останется в собственности Турции, которая может назначить для неё опекунов и может поднять там турецкий флаг»[10].
2. ↑  Согласно Соглашению о перемирии в Корее от июля 1953 года гражданское судоходство должно было быть разрешено в устье реки Ханган и позволить Сеулу соединиться с Жёлтым морем через реку Ханган[31]. Однако обе Кореи и UNC не смогли этого сделать. Правительство Южной Кореи распорядилось о строительстве канала Ара, чтобы окончательно соединить Сеул с Жёлтым морем, которое было завершено в 2012 году. Сеул фактически не имел выхода к океану до 2012 года. Самым большим ограничением канала Ара является то, что он слишком узок для обслуживания любых судов, кроме небольших туристических лодок и прогулочных катеров, поэтому Сеул по-прежнему не может принимать крупные коммерческие или пассажирские суда в своем порту.
3. ↑  В настоящее время штаб-квартира миротворческих сил находится в заброшенном международном аэропорту Никосии, где базируется большинство миротворцев и где проходят переговоры между двумя правительствами.
4. ↑  Договор не подтверждает и не отвергает территориальные претензии, ранее заявленные сторонами, но предусматривает, что никакие новые территориальные претензии не должны предъявляться, пока он действует, и предусматривает, что континент будет управляться в качестве международной зоны в течение этого времени. На большую часть Антарктиды претендует одна или несколько стран, но большинство стран прямо не признают эти претензии. Область на материке между 90 градусами западной долготы и 150 градусами западной долготы является единственной крупной землей на Земле, на которую не претендует ни одна страна[53]. До 2015 года внутренняя часть Норвежского сектора, размеры которой никогда официально не определялись[54], считалась невостребованной. В том году Норвегия официально предъявила претензии на территорию между своей Землей Королевы Мод и Южным полюсом[55]
5. ↑  Жители Западного Берлина могли пересаживаться на поезда городской электрички, метрополитена и дальнего следования на Запад, минуя пограничный контроль Восточной Германии. На станции был восточногерманский государственный Intershop, в котором беспошлинно продавались высококачественные товары по более низким ценам, чем на Западе.

## Дополнительное чтение
- Cassel, Pär. Grounds of Judgment. — New York : Oxford UP, 2012. — ISBN 978-0-19-979205-4.
- Department of State, United States of America. СОГЛАШЕНИЕ МЕЖДУ ПРАВИТЕЛЬСТВОМ КАНАДЫ, ПРАВИТЕЛЬСТВАМИ ГОСУДАРСТВ - ЧЛЕНОВ ЕВРОПЕЙСКОГО КОСМИЧЕСКОГО АГЕНТСТВА, ПРАВИТЕЛЬСТВОМ ЯПОНИИ, ПРАВИТЕЛЬСТВОМ РОССИЙСКОЙ ФЕДЕРАЦИИ И ПРАВИТЕЛЬСТВОМ СОЕДИНЕННЫХ ШТАТОВ АМЕРИКИ О СОТРУДНИЧЕСТВЕ НА ГРАЖДАНСКОЙ МЕЖДУНАРОДНОЙ КОСМИЧЕСКОЙ СТАНЦИИ (1998).